# Taliso Engel
Taliso Engel (Lauf an der Pegnitz, 4 giugno 2002) è un nuotatore tedesco, vincitore della medaglia d'oro ai Giochi paralimpici estivi di Tokyo 2020 e di Parigi 2024 nei 100 metri rana SB13.

## Biografia
È ipovedente: ha una vista del 6-8% in entrambi gli occhi. È in grado di vedere le corde della corsia e seguire la linea sul fondo della piscina. È cresciuto gareggiando e allenandosi al fianco di atleti normodotati ed ha preso parte ai campionati nazionali giovanili tedeschi del 2019 come unico atleta paralimpico, classificandosi sesto nei 100 rana. Ha dichiarato che "Quando arriva il momento di svoltare, è un po' difficile stimare la distanza perché vedo il muro molto più tardi".

## Palmarès
- Giochi paralimpici

Tokyo 2020: oro nei 100m rana SB13.
Parigi 2024: oro nei 100m rana SB13.
- Mondiali paralimpici

Londra 2019: oro nei 100m rana SB13.
- Europei paralimpici

Dublino 2018: bronzo nei 100m rana SB13.
Funchal 2021: oro nei 100m rana SB13.